# 埔心派出所百年老榕樹
25°03′16″N 121°13′27″E / 25.054391°N 121.224141°E
埔心派出所百年老榕樹，位於臺灣桃園市大園區五權里、桃園市政府警察局埔心派出所前，被警方與當地人視為神樹。

## 樹狀
桃園市大園警分局埔心派出所原為大園埔心福隆宮舊址，約1892年種植一棵榕樹。因主幹生長歪斜，居民在下方墊上約1.2公尺長、 20公分寬的鋼管支撐。民眾洽公來訪常在此樹下乘涼休息、或在此調解糾紛。
在2015年時，該樹已達5公尺高。

## 信仰
樹身綁有紅布條。歷任埔心派出所所長上任前，會準備供品牲果祭拜此樹。當地人經過也會雙手合十參拜。還有耆老認為樹下埋著乙未戰爭戰死的義軍。
五權里居民呂昭勝說，當地人認為此樹有靈氣，隨便修剪可能為自己及村民帶來噩運。據2009年為埔心派出所所長林國勝表示，四、五年前曾有主管替此樹修剪樹葉、氣根，第二天就發生兩起死亡車禍，緊跟著民眾上吊、燒炭自殺，引起地方緊張，警方只好舉辦法會以平息老樹公怨氣。2013年，因樹木已四年未整修，有大量麻雀棲息而留下大量鳥糞，埔心所長黃子貴便以他與大園警分局長高建源的八字選出在3月4日整修。2015年9月26日再度修剪時，因該樹對當地居民有重要意義，大園警分局長廖高江、桃園市議員徐其萬、埔心里長李游彩雲皆到場。2023年8月15日整修當天，還待當地耆老、民代、埔心警友站、大園清潔隊、大園區公所人員等共同祈福祝禱後才進行。